# شاهين للطيران

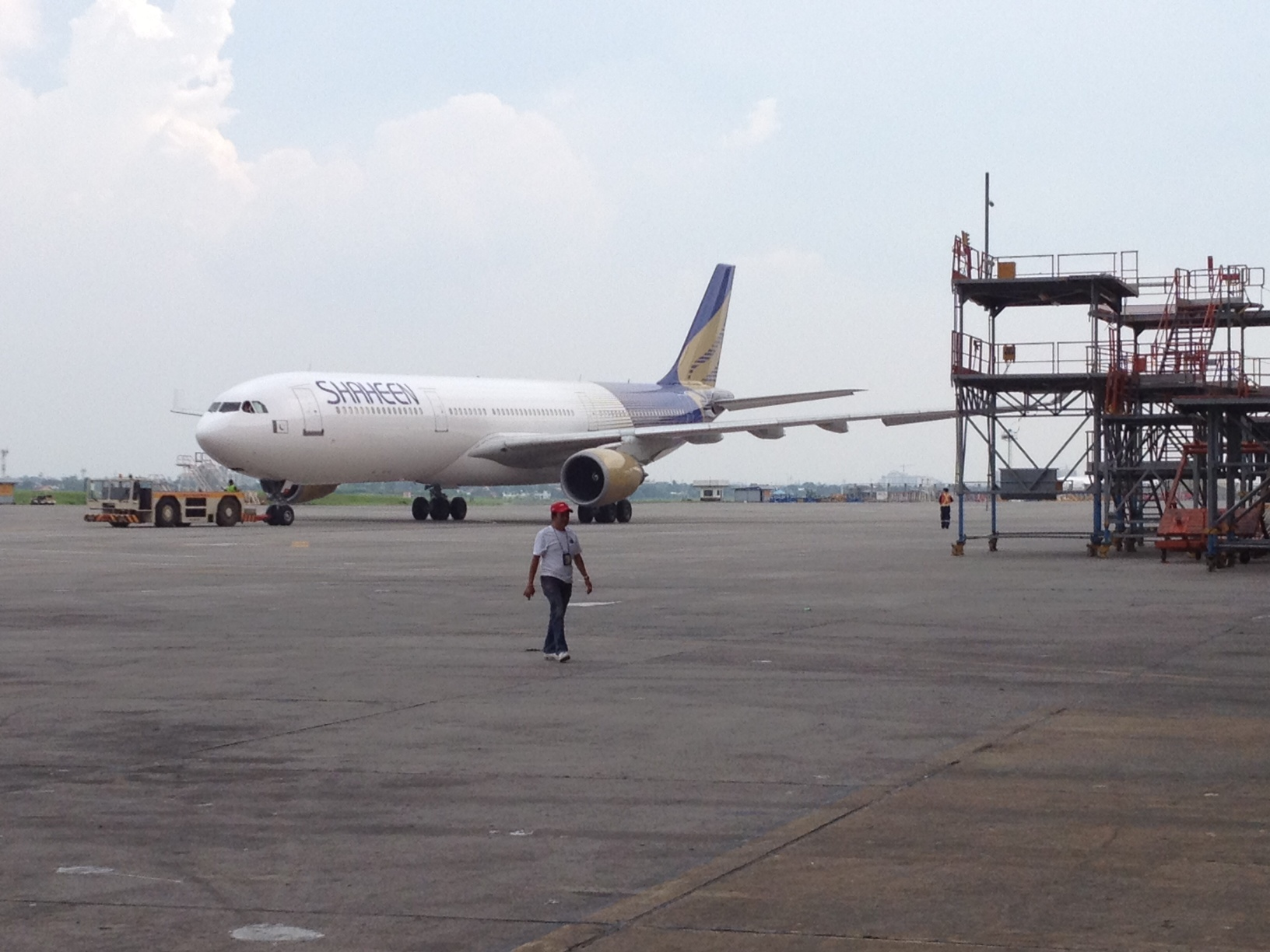
طائرة إيرباص إيه 330 التابعة للخطوط الجوية شاهين للطيران.

شاهين للطيران (بالإنجليزية: Shaheen Air International) كانت تسمى سابقا بــ الخطوط الجوية الدولية شاهين هي شركة طيران باكستانية خاصة يقع مقرها الرئيسي في مطار جناح الدولي في مدينة كراتشي. من جانب آخر تقوم شاهين للطيران التي تقدم خدمات نقل الركاب والبضائع وتأجير الطائرات، بتسيير رحلاتها إلى مدن رئيسية في باكستان بالإضافة إلى الخليج العربي. تأسست الشركة في شهر كانون الأول/ ديسمبر عام 1993 وبدأت عملياتها في 25 تشرين الأول/ أكتوبر 1994. حيث ركّزت خطوط الطيران رحلاتها على مناطق في شمال باكستان بدلاً من كراتشي. يقع المقر الرئيسي للشركة في مطار جناح الدولي في كراتشي، والمراكز الفرعية في مطار بيناظير بوتو الدولي في اسلام آباد، ومطار علامة إقبال الدولي في لاهور.

## لمحة تاريخية والتحديثات التي طرأت
في عام 2004، تغير اسم الخطوط الجوية الدولية شاهين لتصبح شاهين للطيران وترافق ذلك مع إدخال طائرات جديدة وإنشاء موقع إلكتروني للشركة على الإنترنت. وقد أسس شاهين للطيران الراحل خالد محمود صحباي والذي كان أول رئيس للخطوط الجوية. في البداية سيّرت الشركة رحلات عبر البلاد إلى وجهات في مختلف أنحاء البلاد. كما أضافت شاهين للطيران رحلات مختلفة تنطلق من كراتشي، باكستان إلى كويتا، باكستان. وقد قال حاكم بلوشستان أنه قد تم مناقشة تحسين الروابط الجوية في المحادثات الجارية بين باكستان وإيران وأنه عرض على إدارة شاهين للطيران تسيير رحلات بين كويتا - زاهدان. في البداية سيرّت الخطوط الجوية الدولية شاهين ثماني رحلات إلى كراتشي - كويتا ولاهور. ولاحقاً قررت خطوط الطيران تسيير رحلات جوية من كويتا إلى اسلام آباد.

## الخدمات
تملك شاهين للطيران أسطولاً مؤلفاً من طائرات بوينغ 737-400، إيرباص إيه 320-200، إيرباص إيه 330-300. حيث تُستخدام الطائرات من طراز البوينغ 737 في الدرجة السياحية بينما تستخدم الطائرات من طراز إيه 330-300 في مقصورات الدرجتين السياحية ودرجة رجال الأعمال.

## الخدمات على أرض المطار
تستخدم شاهين للطيران عدداً من الشركات التي تقدم خدمات نقل على الأرض داخل باكستان بالإضافة إلى عملياتها خارج البلاد. وفي عام 2009 تولّت شركة خدمات مطار شاهين حصراً عمليات تقديم الخدمات على أرض المطار في جميع المطارات التي تدير خطوط الطيران عملياتها منها داخل باكستان. كما وقّعت شاهين للطيران عقداً مع شركة دناتا لتقديم أي خدمات إضافية لخطوط الطيران هذه في جميع المطارات خارج باكستان.

## قطع التذاكر عبر الإنترنت
- يمكن للركاب من خلال الموقع الإلكتروني للشركة الحجز مسبقاً للسفر على متن أي رحلة إلى أي وجهة محلية تسيّر شاهين للطيران رحلات إليها. حيث يمكن للمسافرين الحجز عبر الإنترنت والدفع في أقرب مكتب حجز. وسيعطى الراكب حينها تذكرة إلكترونية بدلاً من تذكرة الحجز الورقية العادية.
- تعتزم شاهين للطيران إطلاق تطبيقها على الأجهزة المحمولة والذي يتوافق مع كل برامج التشغيل مثل ويندوز، اندرويد، وآي أو إس. وسيكون هذا التطبيق متاحاً أمام الجميع في نهاية شهر آذار/ مارس عام 2015. وسيسمح هذا الطبيق للمستخدمين بالحجز، الدفع، استرجاع سجل معلومات المسافر، وعدة أمور أخرى عبر الإنترنت.

## إنهاء إجراءات السفر عبر الإنترنت
يمكن للمسافرين إنهاء إجراءات السفر الخاصة بهم خلال 45 إلى 180 دقيقة قبل انطلاق الرحلة. ويتم ذلك في نافذة بيع أو في صالة الانتظار داخل المطار. كما تتوفر أيضاً في مطار جناح الدولي أكشاك الخدمة الذاتية. حيث يُعطى المسافرون بشكل تلقائي رقم حجز ورقماً للأمتعة بواسطة الكومبيوتر.

## الأسطول

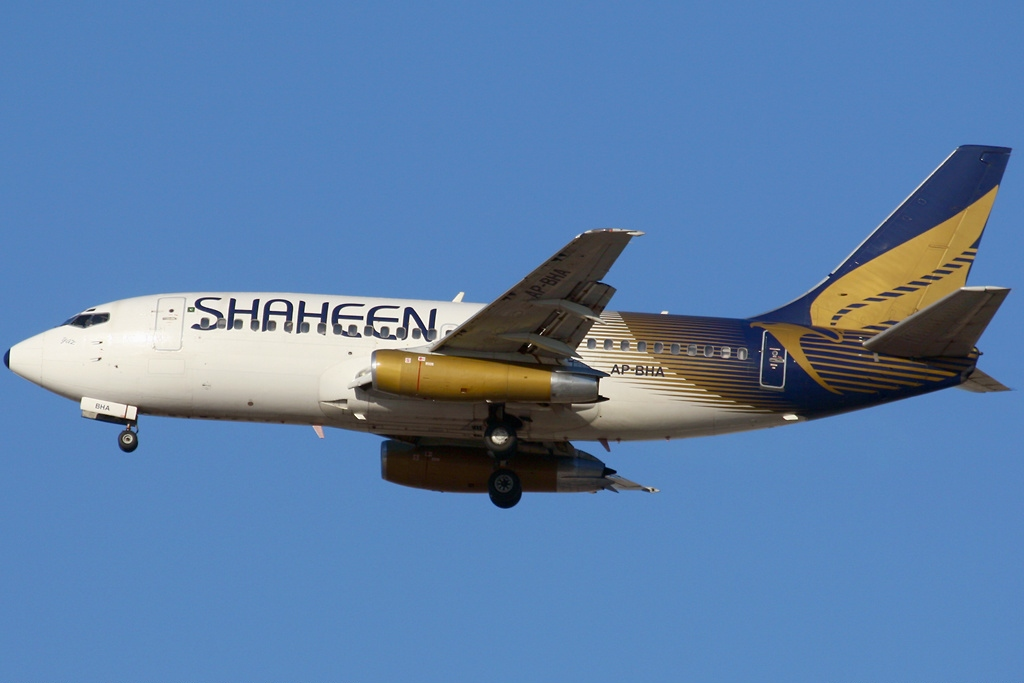
طائرة بوينغ 737 التابعة للخطوط الجوية شاهين تطير في الجو.

ابتداءاً من أيار/ مايو أصبح أسطول شاهين للطيران يتألف من الطائرات التالية مع معدل عمر وسطي يبلغ حوالي 18 عاماً.
| الطائرة            | عدد الطائرات في الإسطول | الطلبيات | المسافرون | ملاحظات                 |
| ------------------ | ----------------------- | -------- | --------- | ----------------------- |
| ايرباص ايه 320-200 | 7                       | 3        | 170       |                         |
| إيرباص ايه 330-300 | 3                       | 1        | 367       |                         |
| بوينغ 737-800      | 10                      | 0        | 164       |                         |
| بوينغ 737-800      | 1                       | 0        | 290       | مستأجرة من طيران الأردن |
| الإجمالي           | 21                      |          |           |                         |

## روابط خارجية
- Shaheen Air نسخة محفوظة 27 مارس 2005 على موقع واي باك مشين. (official site)
- Shaheen Air aircraft at airliners.net
- Shaheen Air Fare and Schedule Details